# Karivaroš
Karivaroš falu Horvátországban Krapina-Zagorje megyében. Közigazgatásilag Gornja Stubicához tartozik.

## Fekvése
Zágrábtól 17 km-re északra, községközpontjától 4 km-re délkeletre a Horvát Zagorje területén a Medvednica északi lejtőin a megye délkeleti részén fekszik.

## Története
A feltételezések szerint a település nevét a felette emelkedett azonos nevű középkori várról kapta. A településnek 1857-ben 304, 1910-ben 548 lakosa volt. Trianonig Zágráb vármegye Stubicai járásához tartozott. 2001-ben 361 lakosa volt.

## Nevezetességei
A település felett emelkedő 642 méter magas Tepčina špica nevű hegyen középkori vár csekély maradványai látszanak, melynek építési ideje és sorsa is ismeretlen.

## Külső hivatkozások
Gornja Stubica község honlapja